# Carolina Panthers
Die Carolina Panthers [ˌkæɹəˈlaɪnə ˈpænθɚz] sind eine American-Football-Mannschaft aus Charlotte, North Carolina. Sie spielen gemeinsam mit den Atlanta Falcons, den New Orleans Saints und den Tampa Bay Buccaneers in der NFC South der amerikanischen National Football League (NFL). Gegründet wurde das Franchise von Jerry Richardson, der bis zum 22. Mai 2018 auch der Besitzer war. Neuer Besitzer ist seitdem der US-amerikanische Hedgefonds-Manager David Tepper.
Die Heimspiele des Teams werden seit 1996 im Bank of America Stadium ausgetragen.

## Geschichte
Ab Ende der 1980er Jahre begann der frühere NFL-Spieler (Wide Receiver der Baltimore Colts) und Unternehmer (Hardee’s) Jerry Richardson für eine weitere NFL-Franchise in North- oder South Carolina zu werben. Es wurden verschiedene Standorte für ein Footballstadion diskutiert, bis die Wahl schließlich 1989 auf Charlotte fiel. Da auch andere Regionen der Vereinigten Staaten Interesse an einem NFL-Team zeigten, wurde 1990 durch den NFL-Commissioner Peter Rozelle ein Auswahlverfahren für zwei neue Franchises eingeleitet. 1991 bewarb sich die Gruppe offiziell bei der NFL und bekam schließlich am 23. Oktober 1993 den Zuschlag, ein „Expansion-Team“ („Erweiterungs-Mannschaft“) zu gründen.
Den Spielbetrieb nahmen die Panthers zur Saison 1995, zusammen mit den ebenfalls neu gegründeten Jacksonville Jaguars, auf. Die Panthers wurden zunächst der NFC West zugeteilt, wodurch die Division nun aus fünf Teams bestand. Dom Capers, der ehemalige Defensive Coordinator der Pittsburgh Steelers, wurde zum ersten Head Coach ernannt, und die Mannschaft beendete die erste Saison mit einer Bilanz von sieben Siegen und neun Niederlagen. Gleich in ihrer zweiten Saison schafften sie es in das NFC Championship Game, unterlagen dort jedoch den Green Bay Packers. Nachdem das Team zwei Jahre später nur noch vier Spiele gewinnen konnte, wurde Capers gefeuert und George Seifert, der ehemaligen Head Coach der San Francisco 49ers, verpflichtet. Nach zwei ausgeglichenen Spielzeiten mit acht bzw. sieben Siegen folgte 2001 jedoch der Tiefpunkt, als sie zwar das erste Saisonspiel gewinnen konnten, dann jedoch die restlichen 15 Spiele in Folge verloren, was zur Entlassung Seiferts führte.
2002 wurde die NFL auf 32 Teams erweitert und die Panthers spielten ab sofort in der neu gegründeten NFC South. Die Rivalität mit den Atlanta Falcons und New Orleans Saints, welche zuvor ebenfalls in der NFC West spielten, blieb erhalten und neu hinzu kamen die Tampa Bay Buccaneers aus der ehemaligen NFC Central (jetzt NFC North). John Fox wurde von den New York Giants als neuer Head Coach geholt und führte die Panthers in seiner ersten Spielzeit zu einer Bilanz von sieben Siegen bei neun Niederlagen. In der Spielzeit 2003 spielten die Panther das erste Mal im Super Bowl, nachdem sie in den Play-offs die Dallas Cowboys, die St. Louis Rams und die Philadelphia Eagles besiegt hatten. Im Super Bowl XXXVIII spielten sie gegen die New England Patriots, verloren jedoch mit 29:32. 2005 gelang nach einer erfolgreichen Saison mit elf Siegen bei fünf Niederlagen ein 23:0-Sieg in der Wildcard-Runde der Play-offs gegen die New York Giants. Nachdem die Chicago Bears 29:21 geschlagen wurden, folgte jedoch eine 14:34-Niederlage bei den Seattle Seahawks im NFC Championship Game.
2008 konnten sie mit einer Bilanz von zwölf Siegen und vier Niederlagen ihre Division gewinnen, verloren aber in den Play-offs mit 13:33 gegen die Arizona Cardinals, nachdem Quarterback Jake Delhomme sechs Turnover produzierte. In der Saison 2010 waren die Panthers das schlechteste Team der NFL mit einer Bilanz von zwei Siegen und 14 Niederlagen und einer der schlechtesten Offenses der Liga. John Fox’ Vertrag wurde daraufhin nicht verlängert, und mit Ron Rivera wurde ein neuer Head Coach eingestellt. Zudem wurde Delhomme entlassen und Quarterback Cam Newton, von der Auburn University, als erster Spieler im NFL Draft 2011 ausgewählt. Newton begann seine Profikarriere stark und wurde am Ende der Spielzeit 2011, in der er die Panthers zu sechs Siegen führte, zum NFL Rookie of the Year gewählt. Nach einer weiteren Saison mit einer negativen Bilanz (7-9 2012) gelangen drei Teilnahmen an den Play-offs in Folge. 2013 schieden sie nach 12 Siegen in der Regular Season gegen die San Francisco 49ers in der Divisional Round aus, ein Jahr später gelang die Teilnahme an der Postseason gar mit einer negativen Bilanz von sieben Siegen, bei acht Niederlagen und einem Unentschieden. Die Panthers schlugen daraufhin die Arizona Cardinals mit 27:16, verloren aber in der nächsten Runde bei den Seattle Seahawks mit 17:31.
In der Saison 2015 gelang unter Head Coach Ron Rivera ein Rekord in der NFC. Sein Team konnte eine 15-1 Bilanz einfahren und den alten Rekord egalisieren. In den NFC Play-offs konnten die Panthers die Seattle Seahawks mit 31:24 und die Arizona Cardinals mit 49:15 bezwingen. In ihrem zweiten Super Bowl der Vereinsgeschichte trafen die Panthers im Levi’s Stadium auf die Denver Broncos, wo sie mit 10:24 verloren. Durch seine Leistungen in der Regular-Season wurde Cam Newton zum MVP der Saison gekürt. Die Saison 2016 fing für die Panthers mit dem Rematch des Super Bowls gegen die Broncos an. Dort führten sie bis zum 4. Quarter mit 17:7, verloren das Spiel jedoch noch knapp mit 20:21 und verpassten damit die Revanche. Das nächste Spiel gegen die 49ers konnte zwar wieder gewonnen werden, jedoch verloren die Panthers danach mehr Spiele in der Saison als sie gewonnen haben und beendeten diese mit einer 6-10 Bilanz auf dem letzten Platz ihrer Division.
Ab dem 18. Dezember 2017 stand das Team zum Verkauf. Am 22. Mai 2018 wurde der Verkauf an David Tepper von den anderen NFL-Franchisenehmer genehmigt.
In der Saison 2018 konnten nur sieben Spiele gewonnen werden. Damit erreichte das Team nur den dritten Platz in der Division. In der folgenden Saison gelangen vor allem durch die Verletzung des Starting-Quarterbacks Cam Newton nur fünf Siege. Damit wurde sie Division-Letzte.

## Logo
Das erste Logo der Panthers stellte einen knurrenden schwarzen Panther dar. Die Form wurde dabei so gewählt, dass sie den Umrissen von North und South Carolina ähnelt. Das Skriptlogo kennzeichneten Pinselstriche, die voller Bewegung sind. Die Wortmarke war einzigartig in der NFL und passte mit dem ausgefranzten Aussehen zu den Panthers.
2012 wurde erstmals das Logo geändert. Es erhielt ein aggressiveres, zeitgenössischeres Design, während es dreidimensionaler für die immer steigende digitale Nutzung gemacht wurde. Die Anpassungen sind vor allem bei den Augen und dem Mund, wo die Merkmale, vor allem die muskulöse Stirn und Reißzähne, ausgeprägter sind und dem Panther einen bedrohlicheren Blick verleihen sollen. Das neue Logo hat einen dunkleren Schatten aus Blau über dem schwarzen Logo, verglichen mit dem ehemaligen Logo, das aquamarin über dem Panther hatte. Auch die weiße Umrandung wurde entfernt. Zusätzlich wurde die Wortmarke geändert. Die Wortmarke wurde verfeinert, um eine moderne Reflexion der Panthers-Marke zu sein. Die neue Schriftart wippt im Wischen eines Panthers, durch ein drei Streifenelemente, die in das „A“ von „Panthers“ integriert sind. Der Winkel und die grafischen Akzente in den Buchstaben sind inspiriert von der schnellen, glatten Natur eines Panthers.

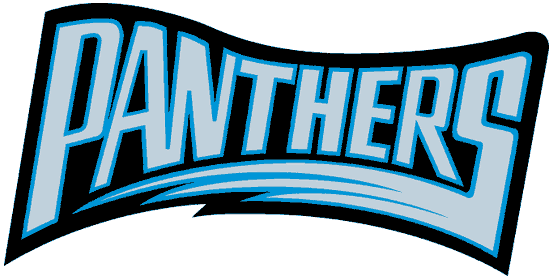
Wortmarke der Panthers von 1995
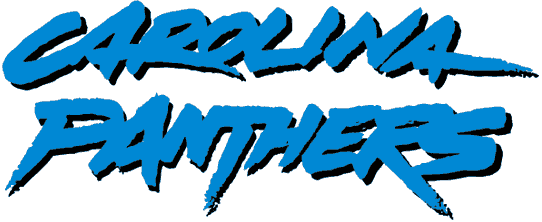
Wortmarke der Panthers von 1996 bis 2011
Wortmarke der Panthers seit 2012

## Uniform
Die erste Uniform der Panthers bestand aus einem blauen Trikot mit silbernen Nummern und eine schwarze Hose mit einem silbernen Streifen. Zusätzlich hatte man weiße Trikots und Hosen. Der Helm war in silber gehalten und hatte neben dem Logo auch schwarze mit blau umrandete Streifen. Ergänzend gab es noch eine Alternativuniform, bestehend aus einer silbernen Hose und einem schwarzen Trikot mit silbernen Nummern. In der Saison 1995 waren alle Trikots mit einem Aufnäher zur Feier der ersten Saison versehen. 2002 kam es mit dem Ausstatterwechsel zu Reebok zu einem neuen Alternativtrikot, welches in einem grellen Blau gehalten war und häufiger genutzt wurde. 2004 trugen die Panthers erneut einen Aufnäher, diesmal zur Feier des zehnjährigen Bestehens. Als 2012 die Panthers mit dem Großteil der NFL-Teams zu Nike wechselten, waren die Panthers eine der wenigen Mannschaften, deren Uniform sich nur minimal änderte. Neben der Aktualisierung des Logos auf dem Helm, wurde nur das Motto der Panthers, Keep Pounding, auf der Innenseite des Kragens eingenäht.

## Trainer (Head Coaches)
| Carolina Panthers |                |           |     |    |    |   |      |   |   |   | |               |
| 1                 | Dom Capers     | 1995–1998 | 64  | 30 | 34 | 0 | .469 | 2 | 1 | 1 | AP NFL Trainer des Jahres (1996) Pro Football Weekly NFL Trainer des Jahres (1996) Sporting News NFL Trainer des Jahres (1996) UPI AFL Trainer des Jahres (1996) | [ 15 ] [ 16 ] |
| 2                 | George Seifert | 1999–2001 | 48  | 16 | 32 | 0 | .333 | – | – | – | | [ 15 ] [ 17 ] |
| 3                 | John Fox       | 2002–2010 | 144 | 73 | 71 | 0 | .507 | 8 | 5 | 3 | | [ 15 ] [ 18 ] |
| 4                 | Ron Rivera 1   | 2011–2019 | 140 | 76 | 63 | 1 | .546 | 7 | 3 | 4 | AP NFL Trainer des Jahres (2013, 2015) | [ 15 ] [ 19 ] |
| 5                 | Perry Fewell   | 2019      | 4   | 0  | 4  | 0 | .000 | – | – | – | | [ 20 ]        |
| 6                 | Matt Rhule* 2  | 2020–2022 | 38  | 11 | 27 | 0 | .289 | – | – | – | | [ 21 ]        |
| 7                 | Steve Wilks    | 2022      | 12  | 6  | 6  | 0 | .500 | – | – | – | | [ 22 ]        |
| 8                 | Frank Reich 3  | 2023      | 11  | 1  | 10 | 0 | .091 | – | – | – | | [ 23 ]        |
| 9                 | Chris Tabor*   | 2023      | 6   | 1  | 5  | 0 | .167 | – | – | – | | [ 24 ]        |
| 10                | Dave Canales*  | 2024–     | 17  | 5  | 12 | 0 | .294 | – | – | – | | [ 25 ]        |

| #         | Reihenfolge der Trainer                              |
| Spiele    | Spiele als Trainer                                   |
| S         | Siege                                                |
| N         | Niederlagen                                          |
| UE        | Unentschieden                                        |
| Gewonnen% | Siegquote                                            |
| *         | Ausschließlich bei den Panthers als Head Coach aktiv |

## Spieler

### Aktueller Kader
| Abkürzungen der Spieler-Positionen im American Football | Abkürzungen der Spieler-Positionen im American Football |
| ------------------------------------------------------- | --- |
| Offense                                                 | QB – Quarterback \| RB – Runningback \| FB – Fullback \| TE – Tight End \| E/WR – Wide Receiver \| T – Tackle \| G – Guard \| C – Center |
| Defense                                                 | DT – Defensive Tackle \| DE – Defensive End \| NT – Nose Tackle \| LB – Linebacker \| ILB – Inside Linebacker \| MLB – Middle Linebacker \| OLB – Outside Linebacker \| CB – Cornerback \| NB – Nickelback \| FS – Free Safety \| SS – Strong Safety |
| Special Teams                                           | K – Kicker \| P – Punter \| KS – Kicking Specialist \| KOS – Kickoff Specialist \| LS – Long Snapper \| RS – Return Specialist \| KOR/KR – Kick Returner \| PR – Punt Returner \| PP – Punt Protector                                                |

### Panthers in der Hall of Fame
| Trikotnummer | Name           | Position | Für Carolina Aktiv   | Jahr der Aufnahme |
| ------------ | -------------- | -------- | -------------------- | ----------------- |
| 81           | Reggie White   | DE       | 2000                 | 2006              |
| –            | Bill Polian    | GM       | 1995–1997            | 2015              |
| 91           | Kevin Greene   | LB       | 1996, 1998–1999      | 2016              |
| 51           | Sam Mills      | LB       | 1995–97              | 2022              |
| 90           | Julius Peppers | DE       | 2002–2009, 2017–2018 | 2024              |
| 69           | Jared Allen    | DE       | 2015                 | 2025              |

Stand: 9. August 2025

### Nicht mehr vergebene Nummern
| Nr.  | Spieler   | Position | Zeitraum |
| ---- | --------- | -------- | -------- |
| 51 1 | Sam Mills | LB       | 1995–97  |

## Alle Saisons seit 1995
| Saison   | Siege | Niederlagen | Unentschieden | Platzierung  | Play-off-Ergebnis |
| -------- | ----- | ----------- | ------------- | ------------ | --- |
| 1995     | 7     | 9           | 0             | 4. NFC-West  | |
| 1996     | 12    | 4           | 0             | 1. NFC-West  | 26:17-Sieg gegen Dallas Cowboys Divisional 13:30-Niederlage gegen Green Bay Packers NFC-Titel                                                                                              |
| 1997     | 7     | 9           | 0             | 2. NFC-West  | |
| 1998     | 4     | 12          | 0             | 4. NFC-West  | |
| 1999     | 8     | 8           | 0             | 2. NFC-West  | |
| 2000     | 7     | 9           | 0             | 3. NFC-West  | |
| 2001     | 1     | 15          | 0             | 5. NFC-West  | |
| 2002 A 1 | 7     | 9           | 0             | 4. NFC-South | |
| 2003     | 11    | 5           | 0             | 1. NFC-South | 29:10-Sieg gegen Dallas Cowboys Wildcard 29:23-OTSieg gegen St. Louis Rams Divisional 14:3-Sieg gegen Philadelphia Eagles NFC-Titel 29:32-Niederlage gegen New England Patriots Super Bowl |
| 2004     | 7     | 9           | 0             | 3. NFC-South | |
| 2005     | 11    | 5           | 0             | 2. NFC-South | 23:0-Sieg gegen New York Giants Wildcard 29:21-Sieg gegen Chicago Bears Divisional 14:34-Niederlage gegen Seattle Seahawks NFC-Titel                                                       |
| 2006     | 8     | 8           | 0             | 2. NFC-South | |
| 2007     | 7     | 9           | 0             | 2. NFC-South | |
| 2008     | 12    | 4           | 0             | 1. NFC-South | 13:33-Niederlage gegen Arizona Cardinals Divisional |
| 2009     | 8     | 8           | 0             | 3. NFC-South | |
| 2010     | 2     | 14          | 0             | 4. NFC-South | |
| 2011     | 6     | 10          | 0             | 3. NFC-South | |
| 2012     | 7     | 9           | 0             | 2. NFC-South | |
| 2013     | 12    | 4           | 0             | 1. NFC-South | 10:23-Niederlage gegen San Francisco 49ers Wildcard |
| 2014     | 7     | 8           | 1             | 1. NFC-South | 27:16-Sieg gegen Arizona Cardinals Wildcard 17:31-Niederlage gegen Seattle Seahawks Divisional                                                                                             |
| 2015     | 15    | 1           | 0             | 1. NFC-South | 31:24-Sieg gegen Seattle Seahawks Divisional 49:15-Sieg gegen Arizona Cardinals NFC-Titel 10:24-Niederlage gegen Denver Broncos im Super Bowl 50                                           |
| 2016     | 6     | 10          | 0             | 4. NFC-South | |
| 2017     | 11    | 5           | 0             | 2. NFC-South | 26:31-Niederlage gegen New Orleans Saints Wildcard |
| 2018     | 7     | 9           | 0             | 3. NFC-South | |
| 2019     | 5     | 11          | 0             | 4. NFC-South | |
| 2020     | 5     | 11          | 0             | 3. NFC-South | |
| 2021 A 2 | 5     | 12          | 0             | 4. NFC-South | |
| 2022     | 7     | 10          | 0             | 2. NFC-South | |
| 2023     | 2     | 15          | 0             | 4. NFC-South | |
| 2024     | 5     | 12          | 0             | 3. NFC-South | |

Anmerkungen

## Eigentümer
Zum Erhalt des NFL-Franchise Carolina Panthers gründete Jerry Richardson, Mitbegründer der Schnellrestaurantkette Hardee’s, 1990 „Richardson Sports Limited Partnership“. Neben seiner Familie sind noch weitere 14 Personen (vor allem Geschäftsleute aus North und South Carolina) an diesem Unternehmen beteiligt. Für den Erhalt des Franchise zahlte das Unternehmen 140 Millionen Dollar.
Am 17. Dezember 2017 kündigte Jerry Richardson an, dass das Team zum Ende der Saison zum Verkauf steht. Zuvor war bekannt geworden, dass es zu Fällen von Rassismus und sexueller Belästigung am Arbeitsplatz durch Richardson gekommen sei. Mehrere Prominente, unter anderen der Rapper P. Diddy und der Profibasketballspieler Stephen Curry, bekundeten ihr Interesse am Kauf.
Am 15. Mai 2018 wurde der Verkauf des Franchise an David Tepper bekanntgegeben. Beim Treffen der Klubbesitzer am 22. Mai 2018 wurde der Verkauf des Franchise genehmigt. Tepper, der seit 2009 einen 5-%-Minderheitsanteil an den Pittsburgh Steelers besaß, kaufte die Anteile von Richardson für rund 2,275 Milliarden US-Dollar.

## Bilanzen und Rekorde
Carolina Panthers/Zahlen und Rekorde stellt wichtige individuelle Rekorde bei den Panthers, die direkten Vergleiche mit den anderen American-Football-Teams und die Erstrunden Draft-Picks seit 1995 dar.